# Ayala Goldmann
Ayala Goldmann (geboren 1969 in Hamburg) ist eine deutsche Journalistin, Autorin und Redakteurin der Wochenzeitung Jüdische Allgemeine. Mit ihrem Buchdebüt Schabbatkind erkundet sie die Geschichte ihrer Familie und ihre eigene Identität als Jüdin.

## Leben
Ayala Goldmann wuchs in Ulm auf. Ihr Vater, Shraga Felix Goldmann, stammte aus einer osteuropäischen, orthodox-jüdischen Familie die 1938 von Deutschland nach Eretz Israel/Palästina floh. Er war Mediziner und gründete 1992 mit einem Kollegen das Zentrale Knochenmarkspender-Register Deutschland. Ihre Mutter, Sybille Goldmann, konvertierte vor ihrer Heirat zum Judentum.
Ayala Goldmann studierte Judaistik an der Freien Universität Berlin sowie Jüdische Geschichte an der Hebräischen Universität Jerusalem mit Bachelor-Abschluss. Während ihrer Zeit in Jerusalem arbeitete sie kurz in der Gedenkstätte Yad Vashem und gehörte zu den Übersetzern der Berichte in Band I der 1995 erschienenen Sterbebücher von Auschwitz. Von 1990 bis 2007 schrieb sie als freie Autorin für die Tageszeitung.  Von 1996 bis 1998 absolvierte sie ein Volontariat bei der Deutschen Presse-Agentur in Tel Aviv und arbeitete anschließend nach eigenen Angaben als Nachrichtenredakteurin und Korrespondentin in Tel Aviv, Kassel, Hamburg, Frankfurt am Main und den USA. Seit 2013 ist sie Redakteurin für Kultur bei der Jüdischen Allgemeinen. Sie lebt in Berlin und gehört der Jüdischen Gemeinde an.
Im Jahr 2021 erschien Goldmanns autobiografisches Buch Schabbatkind. Sie erzählt von ihrer durch die Shoah geprägten väterlichen Familie. Ihre Spurensuche begann 2017 in Israel nach dem Tod ihres Vaters, der mit seinen Eltern 1938 aus Berlin nach Palästina emigriert war, in einem Kibbuz aufwuchs und Ende der 1950er nach Deutschland zurückkehrte, um in Hamburg Medizin zu studieren. Aus der Perspektive ihrer Eltern und israelischen Verwandten schildert sie auch Episoden der politischen Entwicklung Israels. Deutschlandfunk Kultur und NDR Kultur widmeten Ayala Goldmann und ihrem Buch eine Sendung. rbbKultur sprach mit der Autorin über das Buch anlässlich des Festjahres 2021 1700 Jahre jüdisches Leben in Deutschland.

## Veröffentlichungen
- Schabbatkind. Geschichten meiner Familie. Verlag Hentrich & Hentrich, Leipzig/Berlin 2021, ISBN 978-3-95565-472-6
- Der Schofar-Flashmob und andere schräge Töne. Auserwählte Glossen vom Rand der jüdischen Welt. Verlag Hentrich & Hentrich, Leipzig/Berlin 2024, ISBN 978-3-95565-669-0.